# Rafael Burgos
Rafael Edgardo Burgos, né le 3 juin 1988 à San Pedro Nonualco au Salvador, est un footballeur international salvadorien, qui évolue au poste d'attaquant. 
Il compte 45 sélections et 13 buts en équipe nationale depuis 2010. Il joue actuellement pour le club norvégien du Fredrikstad FK.

## Biographie

### Carrière internationale
Rafael Burgos est convoqué pour la première fois par le sélectionneur national José Luis Rugamas pour un match amical contre le Panama le 8 octobre 2010 (défaite 1-0). 
Lors de sa deuxième sélection le 12 octobre 2010, il marque son premier but contre le Costa Rica à l'occasion d'un match amical (défaite 2-1). Par la suite, le 15 novembre 2011, il inscrit un doublé face à l'équipe du Suriname, dans le cadre des éliminatoires du mondial 2014 (victoire 4-0).
Il dispute deux Gold Cup avec l'équipe du Salvador, en 2013 et en 2015. Il participe également à trois Copa Centroamericana, en 2011, 2013 et 2014.
Il compte 45 sélections et 13 buts avec l'équipe du Salvador depuis 2010.

## Palmarès

### En club
- Avec l'Alianza FC :
  - Champion du Salvador en C. 2011

### Distinctions personnelles
- Meilleur buteur de la Copa Centroamericana en 2011 (3 buts)
- Membre de l'équipe-type de la Copa Centroamericana 2014

## Statistiques

### Buts en sélection
Le tableau suivant liste les résultats de tous les buts inscrits par Rafael Burgos avec l'équipe du Salvador.